# Jean Halpérin
Pour les articles homonymes, voir Halpérin.
Jean Halpérin, né le 26 février 1921 à Wiesbaden et mort à Genève le 4 septembre 2012, est un universitaire et intellectuel suisse.

## Biographie
Jean Halpérin naît le 26 février 1921 à Wiesbaden. Son père, Salomon, est un producteur de sucre ; sa mère se nomme Anna de Günzburg avant son mariage. Ses parents quittent Kiev en 1918 et la famille s'installe à Paris en 1925. 
Jean Halpérin fait des études d'histoire et de droit à la Sorbonne et à Lyon de 1938 à 1942, année où il se réfugie en Suisse. Il obtient un doctorat en 1944, puis une habilitation en histoire à l'Université de Zurich en 1946.
Professeur aux universités de Zurich et de Grenoble, il est nommé chef de la division linguistique à l'Organisation des Nations unies de Genève,,.
Juif, il a notamment enseigné l'histoire des religions à l'université de Fribourg. Il a organisé et participé à de nombreux colloques sur le judaïsme et les échanges inter-religieux. Il était proche du philosophe Emmanuel Levinas dont il connaissait particulièrement bien l'œuvre. Il a aussi organisé à Genève des cercles de réflexions juive publiques autour des œuvres de personnalités comme Edmond Jabès, Jean Starobinski, etc.[réf. nécessaire]
Il est l'arrière-petit-fils du baron Horace de Günzburg.[réf. nécessaire]